# Aggrecan
Aggrecan (auch: Aggrekan) ist ein Protein in Wirbeltieren. Man findet Aggrecan hauptsächlich im hyalinen Knorpel (10 % des Knorpelgewichts). Hier erfüllt es zusammen mit kollagenen Fibrillen Elastizitätsaufgaben. Dies ist u. a. in der hohen Wasseraufnahmefähigkeit begründet. Mehrere Aggrecan-Moleküle sind in der Regel über ein Verbindungsprotein an einen langen Hyaluronsäurefaden gehängt. Das Protein bildet den Grundfaden, an den Chondroitinsulfat- oder Dermatansulfatdisaccharide gehängt sind. Näher zur Hyaluronsäure findet man auch Keratansulfatdisacchariduntereinheiten. Mutationen des ACAN-Gens können zu seltener erblicher spondyloepiphysärer Dysplasie führen.

## Pathologischer Aggrecanabbau
Humanes Knorpelgewebe besteht aus einer Verbindung von Hyaluronsäure und dem Knorpelprotein Aggrecan. Aggrecan besteht aus den beiden Makromolekülen Keratansulfat und Chondroitinsulfat. Die Verdichtung der Sulfatgruppen innerhalb des Aggrecans führt zu einer elektrostatischen Abstoßung der Seitenketten untereinander. Diese intramolekulare Wechselwirkung ist in der Summe für den Kompressionswiderstand des Knorpels verantwortlich. Aggrecanasen sind proteolytische Enzyme die Aggrecane in Bindegeweben zersetzen. Eine pathologische Überexpression dieser Enzyme im Knorpelgewebe führt zur verstärkten Zersetzung des Aggrecans und somit zur Dekompensation von Keratansulfat und Chondroitinsulfat. Daraus folgt der Verlust des Kompressionswiderstandes, was zur Arthrose führt. Für den Abbau des Aggrecans im Knorpelgewebe sind vor allem die Aggrecanasen ADAMTS-4 und ADAMTS-5 verantwortlich.